# Northampton (hrabstwo Fulton)
Northampton – miasto w Stanach Zjednoczonych, w stanie Nowy Jork, w hrabstwie Fulton.